# Front Line (chanson)
Pour les articles homonymes, voir Frontline.
Singles de Stevie Wonder
Used To Be
(1982) I Just Called to Say I Love You
(1984)
Front Line est une chanson de l'auteur-compositeur-interprète américain Stevie Wonder issue de sa compilation Stevie Wonder's Original Musiquarium I sortie en mai 1982, et diffusée en guise de quatrième single.
Le sujet de la chanson traite du retour au pays d'un vétéran de la guerre du Viêt Nam.

## Paroles
Front Line est considérée comme une chanson anti-guerre (antiwar song) ou un chant de révolte (protest song).
La chanson est interprétée avec la perspective d'un vétéran de la guerre du Viêt Nam. Le personnage principal raconte comment il a été volontaire en 1964 à 16 ans, en dépit d'avoir été éduqué à ne jamais tuer personne. Rentré chez lui à la suite de la perte d'une jambe, il constate dans les journaux qu'une nouvelle guerre se prépare. Sa nièce se prostitue et son neveu a une addiction à la drogue, mais tous les deux lui signifient qu'il n'a aucun conseil à leur donner au vu de son passé. Il avoue que si c'était à refaire, après le lavage de cerveau qu'il a subi, il recommencerait, arborant fièrement sa Purple Heart.

## Single
Issu de Stevie Wonder's Original Musiquarium I, Front Line fait partie des quatre chansons inédites présentes sur la compilation. Avec la chanson Isn't She Lovely?, c'est aussi l'un des deux seuls titres de l'album à ne pas être entré dans le Billboard Hot 100, les trois autres inédits, That Girl, Do I Do et Ribbon in the Sky ayant atteint respectivement la 4e, 13e et 54e position de ce classement.
La chanson est co-écrite avec Gary Byrd (en) et enregistrée au Wonderland Studios de Los Angeles. Le single sort chez Tamla (réf. 101730) en décembre 1982,.

### Crédits
- Stevie Wonder: voix, claviers, synthétiseurs[6]
- Benjamin Bridges : guitare
- Nathan Watts : guitare basse

## Classement
| Classement (1983)              | Meilleure position |
| ------------------------------ | ------------------ |
| Royaume-Uni (UK Singles Chart) | 94                 |